# Elezioni parlamentari in Germania del marzo 1933
Le elezioni parlamentari tedesche del 1933 furono le none e ultime consultazioni politiche nazionali della Repubblica di Weimar e si tennero il 5 marzo. Quando si conclusero, partirono i preparativi per l'inizio dell'ottava legislatura del Reichstag.
Queste furono le ultime consultazioni multipartitiche che si svolsero in Germania fino alla conclusione del secondo conflitto mondiale. Il successo arrise nettamente al partito nazionalsocialista e ai suoi alleati, e il cancelliere del Reich Adolf Hitler non ebbe difficoltà a far approvare le sue leggi speciali (tra cui il decreto dei pieni poteri).
Il NSDAP fu il primo partito in 33 delle 35 circoscrizioni; a Colonia e a Coblenza la maggioranza relativa fu invece ottenuta dai centristi.

## Considerazioni sul voto
Il voto ebbe luogo una settimana dopo l'incendio del Reichstag, in cui il parlamento tedesco venne dato alle fiamme probabilmente da un comunista olandese di nome Marinus van der Lubbe: questo episodio, che secondo alcuni storici venne architettato ad arte dai nazisti, contribuì ad abbassare la popolarità del Partito Comunista Tedesco (KPD) e permise ad Hitler di convincere il Presidente Paul von Hindenburg a firmare il "decreto dell'incendio del Reichstag": questa legge d'emergenza rimosse molte delle libertà civili e consentì l'arresto dei dirigenti del KPD poco prima delle elezioni, l'impedimento del voto comunista e il consolidamento della posizione nazionalsocialista.
L'affluenza alle urne si attestò al 71,60%. Anche se subì una repressione inferiore rispetto al Partito Comunista, anche il Partito Socialdemocratico fu molto limitato nella sua azione: accusati di connivenza, alcuni dei suoi dirigenti furono costretti ad emigrare a Praga mentre i superstiti agirono nell'ombra. La vista del Parlamento in fiamme, quindi, contribuì moltissimo ad influenzare il risultato di queste elezioni in favore dell'estrema destra. Per i dieci anni a venire, di conseguenza, i deputati si riunirono nella Krolloper.
In ogni caso, per assicurarsi una maggioranza ancora più ampia, le organizzazioni naziste monitorarono lo scrutinio delle preferenze: in Prussia, ad esempio, 50 000 tra SS, SA e Stahlhelm ebbero l'ordine di controllare i voti come vice sceriffi. Le violenze proseguirono ed anzi aumentarono rispetto agli anni passati, dato che il capo di gabinetto, Adolf Hitler, spalleggiava e proteggeva i più facinorosi tra i propri militanti. I partiti della destra tradizionale e moderata non poterono e non vollero denunciare il clima d'illegalità crescente, nella speranza che il fenomeno nazista fosse passeggero e che in un futuro più o meno prossimo avrebbero potuto attrarre il NSDAP nella loro coalizione.
Tuttavia, nonostante un risultato migliore rispetto alle elezioni del novembre 1932, i nazisti non ottennero la maggioranza assoluta né dei voti né dei seggi: alla fine si attestarono al 43,9% mentre i sondaggi li davano a poco più del 50%. Pertanto, Hitler fu costretto a mantenere la sua coalizione con il Partito Popolare Nazionale Tedesco per conservare saldamente le redini dell'esecutivo. Oltre a questo egli aveva bisogno di una maggioranza dei due terzi per far passare il "decreto dei pieni poteri" (una legge che gli permetteva di promulgare leggi senza consultare il Reichstag), che guadagnò intimidendo il Partito di Centro fino a farlo votare per lui.
Il disegno di legge venne approvato il 23 marzo; solo i socialdemocratici votarono contro il provvedimento, che entrò in vigore il giorno seguente. Inoltre, la rappresentanza socialdemocratica venne fortemente indebolita dato che ad alcuni deputati socialdemocratici eletti al Reichstag venne impedito di prendere il posto in sala dalle SA. Teoricamente i rappresentanti del Partito Comunista avrebbero contribuito al 17% dei voti al Reichstag, ma vennero, come già ricordato, arrestati tutti. Anche se la legge delega era da intendersi efficace solo per i quattro anni a venire, essa venne formalmente prorogata due volte. Grazie ad essa SPD e KPD vennero dichiarati fuorilegge e la Germania piombò nella dittatura nazista, rimasta in vigore fino al 1945.

## Risultati

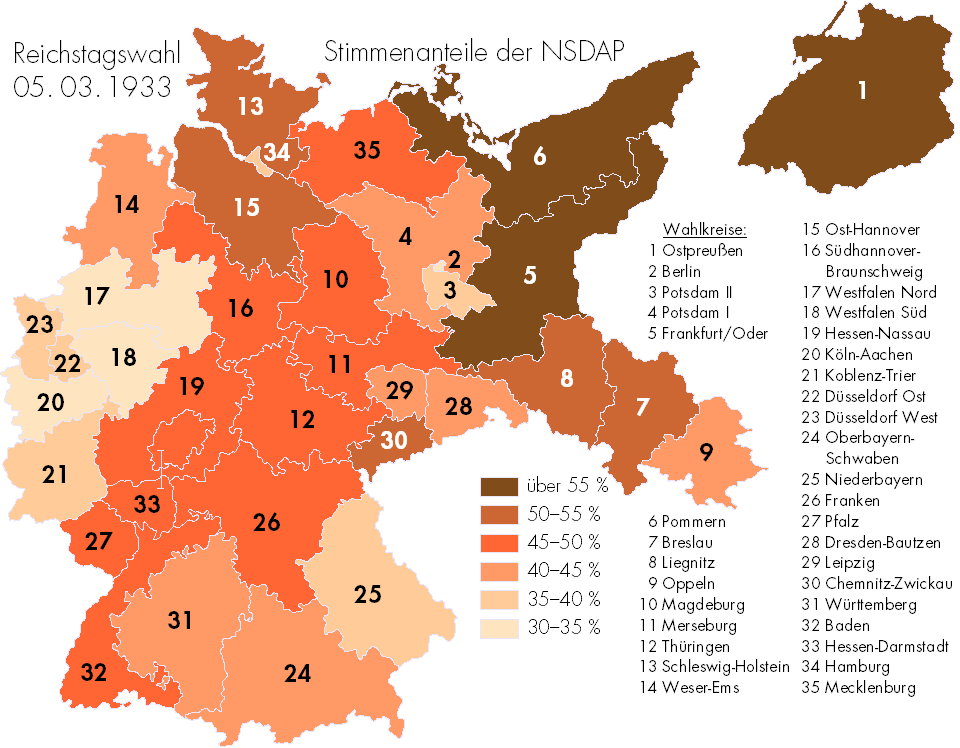
Risultati del Partito Nazionalsocialista nelle varie circoscrizioni; come si può notare, è nella Germania Orientale che gli hitleriani conseguirono i risultati migliori (in Prussia, Pomerania e Francoforte sull'Oder presero più del 55%) mentre nella parte Ovest i consensi furono più tiepidi: in Vestfalia ed a Colonia superarono di poco il 30%

| Partiti                                                   | Voti percentuali (cambio) | Voti percentuali (cambio) | Seggi (cambio) | Seggi (cambio) |
| --------------------------------------------------------- | ------------------------- | ------------------------- | -------------- | -------------- |
| Partito Nazionalsocialista Tedesco dei Lavoratori (NSDAP) | 43,9%                     | +10,8%                    | 288            | +92            |
| Partito Socialdemocratico di Germania (SPD)               | 18,3%                     | -2,1%                     | 120            | -1             |
| Partito Comunista di Germania (KPD)                       | 12,3%                     | -4,6%                     | 81             | -19            |
| Partito di Centro Tedesco (DZP)                           | 11,2%                     | -0,7%                     | 74             | +4             |
| Partito Popolare Nazionale Tedesco (DNVP)                 | 8,0%                      | -0,3%                     | 52             | +/-0           |
| Partito del Popolo Bavarese (BVP)                         | 2,7%                      | -0,4%                     | 18             | -2             |
| Partito Popolare Tedesco (DVP)                            | 1,1%                      | -0,8%                     | 2              | -9             |
| Cristiano-Sociali al Servizio del Popolo (CSVD)           | 1,0%                      | -0,1%                     | 4              | -1             |
| Partito dello Stato Tedesco (DStP)                        | 0,9%                      | -0,1%                     | 5              | +3             |
| Partito dei Contadini Tedeschi                            | 0,3%                      | -0,1%                     | 2              | -1             |
| Lega Agricola                                             | 0,2%                      | -0,1%                     | 1              | -1             |
| Altri                                                     | 0,0%                      | -0,9%                     | 0              | +/-0           |
| Totale                                                    | 100,0%                    |                           | 647            | +63            |